# Jim Knapp
Jim Knapp (Chicago, 28 juli 1939 – Kirkland (Washington), 13 november 2021) was een Amerikaanse jazz-trompettist, componist, arrangeur en bigband-leider.
Knapp studeerde trompet en compositie aan de University of Illinois. Vanaf het begin van de jaren zeventig woonde hij in Seattle, waar hij van 1977 tot midden jaren tachtig het Composers and Improvisors Orchestra leidde en verschillende jazzgroepen had. Met zijn bigband Jim Knapp Orchestra nam hij vanaf de oprichting in 1995 drie cd's op, voornamelijk met eigen werk. In 1999 richtte hij het Chamber Groove Orchestra op. Knapp componeerde tevens muziek voor theater en dansgroepen. Naast muzikant was hij ook educator: hij ontwikkelde voor Cornish College een jazzprogramma en doceerde aan dit instituut. Hij schreef tevens een boek over jazzharmonie, Jazz Harmony.
Knapp leed de laatste jaren van zijn leven aan diabetes. Hij overleed op 13 november 2021 aan de gevolgen hiervan in combinatie met congestief hartfalen.

## Discografie
- On Going Home, Sea Breeze Jazz Records, 1995 ('album-pick' Allmusic.com)
- Things for Now (met zanger Jay Clayton), A Records/Challenge Records, 2000
- Secular Breathing, Origin Records, 2003